# Distrito de San Cristóbal (Lucanas)
El Distrito de San Cristóbal es uno de los veintiún distritos que conforman la Provincia de Lucanas, ubicada en el Departamento de Ayacucho, perteneciente al Departamento de Ayacucho, (Perú).

## Historia
El distrito fue creado mediante Ley No.24491 del 25 de marzo de 1986. Su capital es el centro poblado de San Cristóbal del distrito de la provincia de Lucanas.
El distrito de San Cristóbal se encuentra situado a 570 KM. Al sureste de la capital de la república, a 3500m.s.n.m. enclavado en pleno corazón de los Andes del Perú. donde habita las vicuñas como símbolo que llevamos en nuestra bandera, san Cristóbal primer productor de la fibra de vicuña a nivel nacional y mundial.
RESEÑA HISTORICA DE SU CREACION  COMO ANEXO Y DISTRITALIZACION.
Data desde el año de 1808 aproximadamente se constituye el centro poblado de San Cristóbal formada por familias migrantes de la meseta de PARIONACOCHAS que hoy se denomina Provincia dé PARINACOCHAS CORACORA.
En virtud de sus tierras fértiles para la agricultura y la ganadería.

## División administrativa

### Centros poblados
- San Cristóbal, con 1 116 hab.
- Apurímac, con 294 hab.

### Anexos
- Villa Huaylonga,
- Apurimac,
- Valle Marco Puquio - Fundador: Isidro Antezana G.
- Santa Magdalena- el único Anexo que cuenta con 4 Instituciones públicas y está en proceso de crearse como Centro Poblado menor.
- San Luis de Chacma
- Señor de Luren y
- San Martín - fue creado  por:  Dimas Huamani Santi y Santiago Huamani S.

### Caseríos
- Higosniyocc.
- Tayaccasa.

## Autoridades

### Alcaldes
- 2023 - 2026: Benito Delgado Poma.

## Festividades
- Fiesta de las Cruces - Danza de Tijeras (Danzaq Mayor) - Mayo.
- Sequía tusuy - Fiesta del Agua - 28 de julio.
- Fiesta patronal de Virgen de Cocharcas y patrón San Cristóbal - 8 de septiembre.